# Kora Jazz Trio
 (septembre 2018).
Le Kora Jazz Trio est un groupe de jazz fondé en 2002 par trois musiciens d'Afrique de l'Ouest : Abdoulaye Diabaté au piano, Moussa Sissokho aux percussions et Djeli Moussa Diawara qui, à la kora, sera remplacé au fil des années par Soriba Kouyaté, Yakhouba Sissokho puis Chérif Soumano. 
Les compositions ou reprises du Kora Jazz Trio associent la tradition musicale mandingue à la liberté du jazz, où se glissent parfois des influences latines, et plus particulièrement cubaines. 

## Biographie
Le Kora Jazz Trio est formé en 2002 par Abdoulaye Diabaté, Djeli Moussa Diawara et Moussa Sissokho, sur l'idée de dépasser les barrières entre tradition mandingue et musique occidentale, notamment le jazz.
Un premier album paraît la même année, produit par Gilbert Castro. Le succès du concept permet au groupe de faire des tournées à travers le monde, dans de nombreux festivals comme le Festival de Jazz de Montreux. Deux autres albums suivront : Part II (2005) et Part III (2008). Mais en 2010, le koriste Djeli Moussa Diawara quitte le groupe et est remplacé par Soriba Kouyaté. 
En 2010, le Kora Jazz Trio devient, pour quelques années, le Kora Jazz Band : la formation initiale élargie grâce par la présence à ses côtés de nombreux invités (comme Manu Dibango ou Andy Narell) publie sous ce nom deux albums studios et un album concert (capté en 2015 au New Morning). Une semaine après avoir terminé les enregistrements du premier album du Kora Jazz Band, en 2011, le koriste virtuose Soriba Kouyate décède brutalement. La place au sein du Kora Jazz Band sera reprise par Yakhouba Sissokho qui a joué avec le claviériste Jean-Philippe Rykiel ou la jazzwoman Dee Dee Bridgewater.
L'année 2018 marquera le retour du nom Kora Jazz Trio pour la signature du quatrième album : Part IV, qui sort sur le label français Cristal Records avec Éric Legnini à la production. La kora est désormais assurée par Chérif Soumano qui a fait partie du World Kora Trio d'Eric Longsworth. Malgré le retour au nom des débuts, le groupe continue d'accueillir sur ses titres de nombreux invités : le contrebassiste Manu Marches, Adama Conde au balafon, Boris Caicedo aux percussions (timbales, bongo, chekeré, claves), le chanteur Woz Kaly ou le guitariste Hervé Morisot. Outre les compositions du trio (principalement signées Diabaté), le groupe reprend de célèbres titres comme Via con me de Paolo Conte, Sodade le titre-phare de la chanteuse capverdienne Cesaria Evora, ou le standard de hard bop, Moanin' qui était au répertoire d'Art Blakey et ses Jazz Messengers.
Le pianiste Abdoulaye Diabaté est mort en janvier 2025.

## Formations
- Abdoulaye Diabaté, originaire du Sénégal : piano
- Moussa Sissokho, originaire du Sénégal : percussions
- Pour la kora : 
  - Djeli Moussa Diawara (de 2002 à 2010), originaire de Guinée, il assurera aussi le chant
  - Soriba Kouyaté (en 2010-2011)
  - Yakhouba Sissokho
  - Chérif Soumano (à partir de 2018)